# 蔣德瑗
蒋德瑗（？—？），字中陛，號钟湖，福建晉江福全所人，祖籍直隸歙县（今安徽），明末政治人物，同進士出身。

## 生平
天啓四年（1624年）甲子科福建乡试举人，天啓五年（1625年）联捷乙丑科進士，初任江西东乡县知县，有贤声，七年为本省试卷官，调繁进贤县，邑冲繁，视东乡数倍，下车首问民疾苦不便者，悉裁罢。酌酒赋诗，恬然自适。捐貲刻邑志，俸满，崇祯五年五月考选，十月授兵科给事中。后以察处降光禄寺丞。

## 家族
父蒋光彦，万历二十年进士。叔蒋光源，万历二十九年进士。兄蒋德璟，天啓二年进士。